# Ikegami Honmon-ji

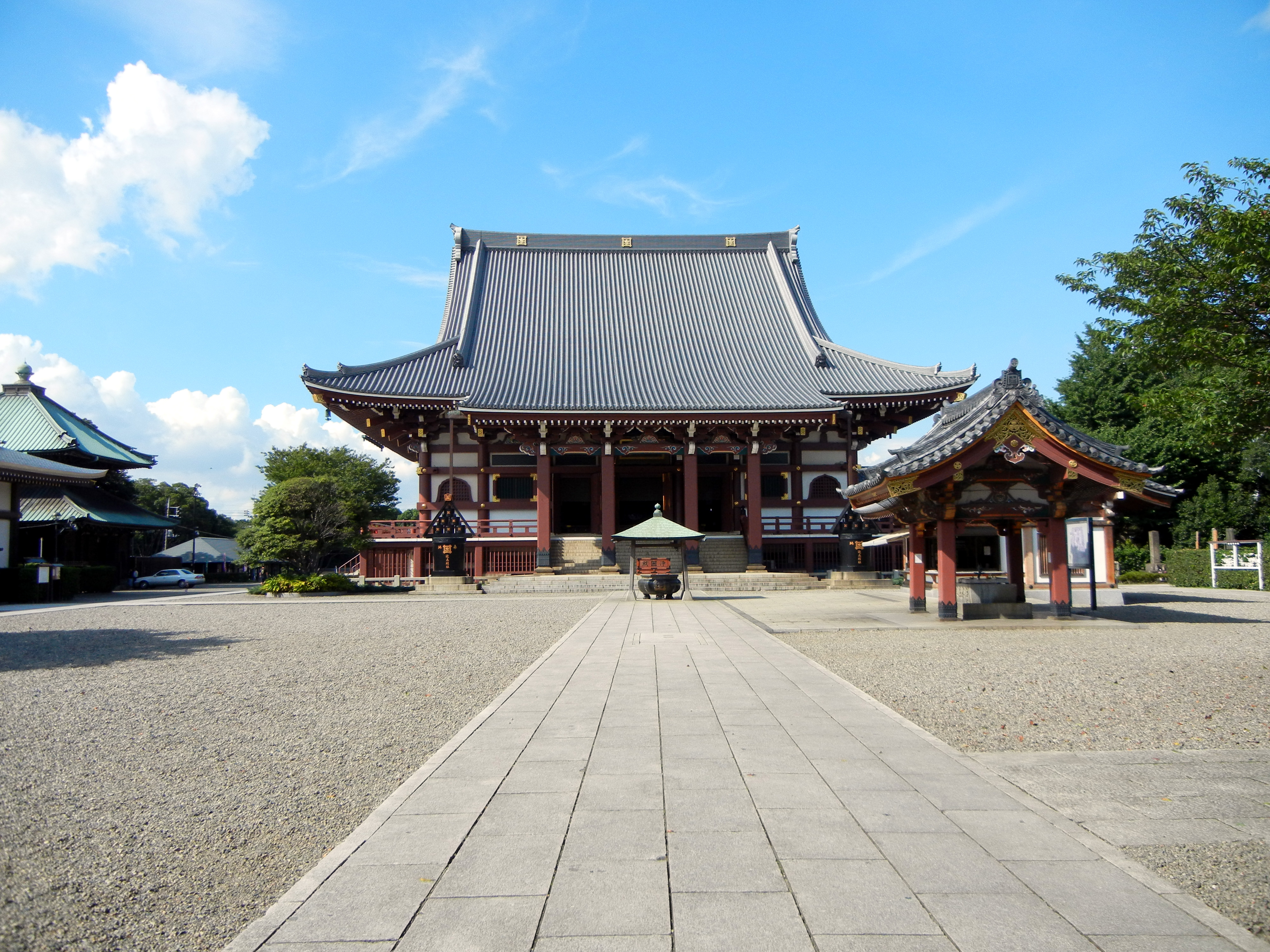
Der Soshi-dō des Ikegami Honmon-ji

Ikegami Honmon-ji (jap. 池上本門寺) ist ein buddhistischer Tempel in Ōta, Tokio und u. a. auch administratives Zentrum der Nichiren-shū. Der Tempel, gegründet durch Nichirō (1245–1320) wurde an dem Ort errichtet, an dem der Mönch und Gelehrte Nichiren starb und eingeäschert wurde. Der Tempel ging aus dem umfangreichen Privatbesitz der Familie Ikegami hervor. Laut Nichiren Shu bat Ikegami Munenaka Nichiren unmittelbar vor dessen Tod in seiner Residenz um die Gründung des Tempels.

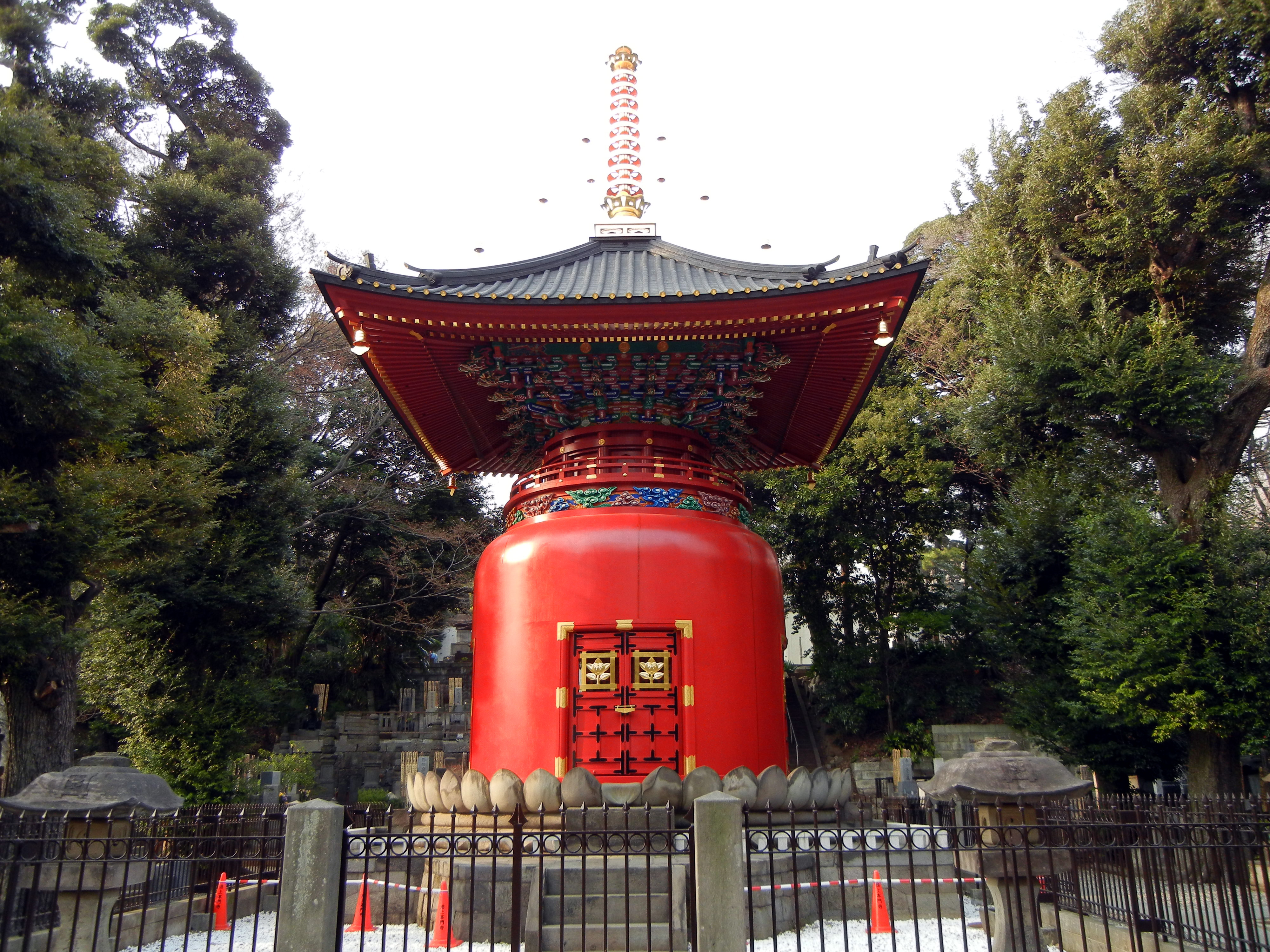
Der Hōtō des Ikegami Honmon-ji

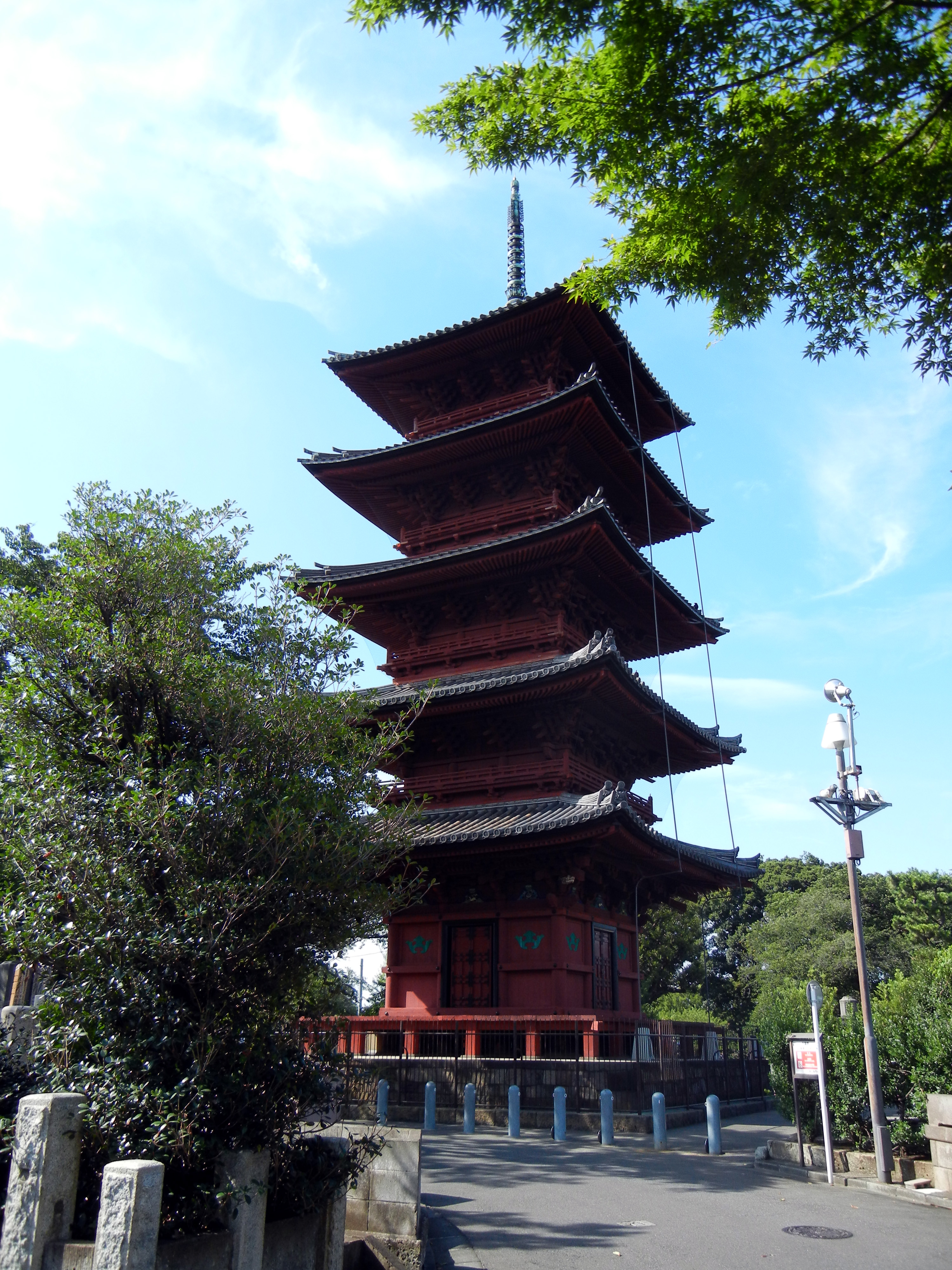
Pagode

Im März des Jahres 1945 wurden während eines Luftangriffes die Anlagen des Tempels stark beschädigt, dennoch wurden die meisten Gebäude rekonstruiert und offiziell als Wichtiges Kulturgut Japans deklariert. Zu diesen zählen neben der fünfstöckigen Pagode aus dem Jahre 1608 auch der 1784 zur Lagerung religiöser Schriften erbaute Kyōzō. Der Hōtō, erbaut 1781, steht an der Stelle, wo der Leichnam Nichirens eingeäschert wurde.
Bis in die Mitte des 20. Jahrhunderts war die Tempelanlage noch ein gutes Stück weit von Tokio selbst entfernt und so notierten der britische Japanologe Basil Hall Chamberlain und W.B. Mason noch im Jahre 1907, dass der Tempel vorzüglich gelegen und durch die wunderbare Holzverarbeitung ein gutes Ausflugsziel in der näheren Umgebung Tokios sei. Mittlerweile ist der Tempel jedoch Teil des zu Tokio gehörenden Stadtbezirks Ōta.

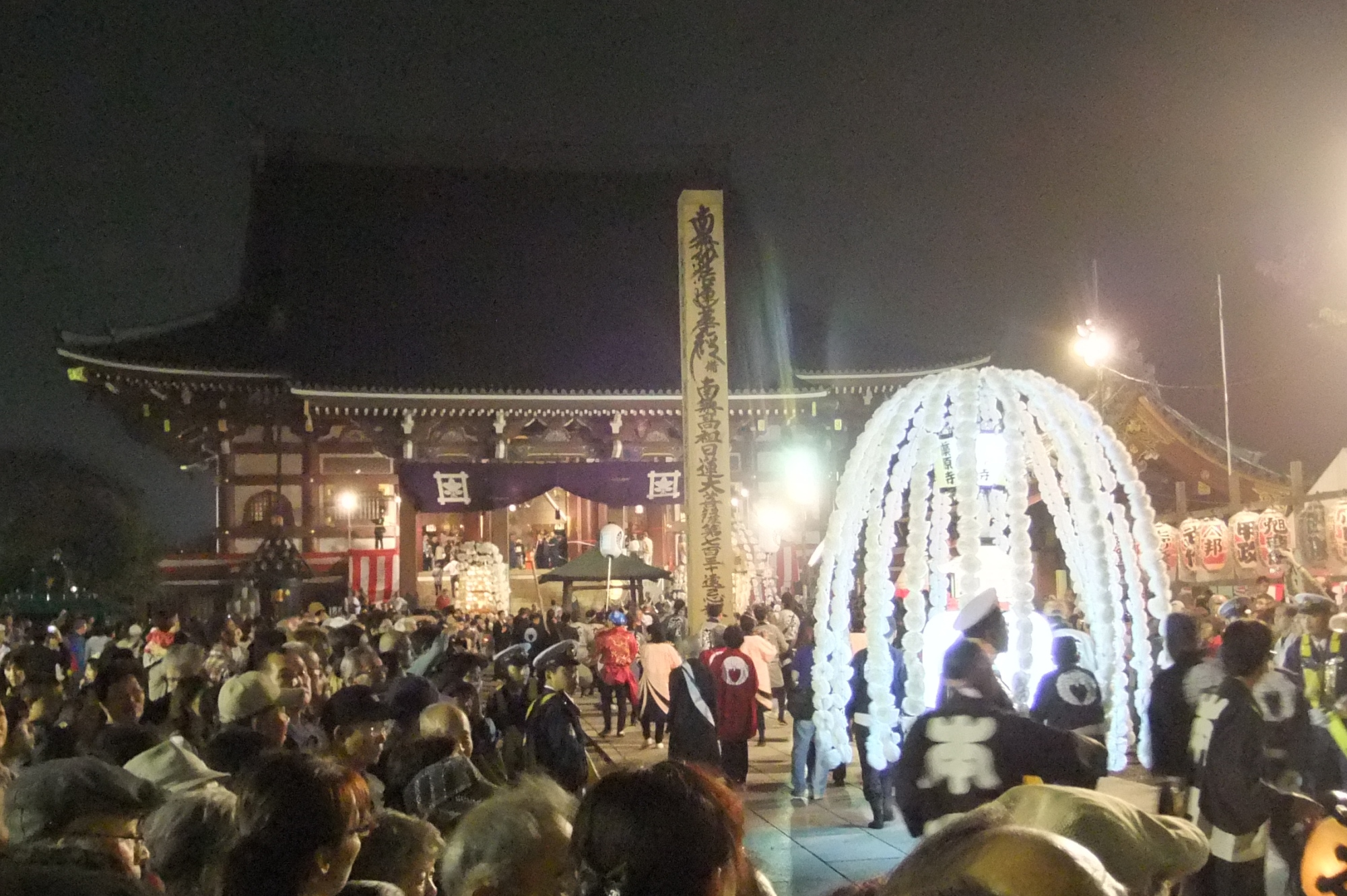
Oeshiki-Prozession vor dem Ikegami Honmon-ji

In dem Bereich zwischen dem Bahnhof Ikegami und dem Tempelgelände findet alljährlich am 13. Oktober in Erinnerung an den Tod Nichirens das sogenannte Oeshiki-Fest statt, das zahlreiche Besucher anlockt.